# Nicoletta
Nicoletta (11 de abril de 1944 en Thonon-les-Bains como Nicole Fernande Grisoni-Chappuis) es una cantante francesa. Celebró su mayores éxitos de los años 60 y principios de los 70 con canciones como La musique (1967), il est mort le soleil (1968), Ma vie C'est un picadero (1969), Mamy Blue (1971), Fio Maravilla (1973) y Gloria Aleluya (1974).

## Biografía
Pasó su infancia en Vongy, descubrió el blues americano en el coro de la iglesia.  
Grabó su primer álbum con Leo Missir, seguidamente en 1968 se fue de gira con Johnny Hallyday, en 1970 se presenta a la gala Midem con tres canciones y luego participa en el Festival de Sanremo y da una serie de recitales en Canadá y América del Sur.
En 1971, grabó Mamy Blue que rompió las listas de ventas, escrito por Hubert Giraud inspirada en la madre de Nicole que padecía una discapacidad mental.
En Navidad de 1974, poco después de que interpretó la canción en francés película Papillon (Toi qui Regarde la Mer). Ella cantará la espléndida versión de Gloria Aleluya para una misa de medianoche celebrada por RTL. 
En 1976 publicó Gloria Aleluya que es letrista y arreglador André Pascal, la Navidad en una canción tradicional irlandesa. 
En 1978, se casó con Patrick Chappuis, un joyero suizo y se divorció en el año 1985. Después de varios años dedicados a la vida familiar, Nicoletta por sorpresa en 1983 realiza con Bernard Lavilliers un dueto.
Posteriormente se dedicará a a la música góspel con su nuevo espectáculo Nicoletta en el Casino de París (1999) y su gira europea (2001/2002). 
En octubre de 2006, lanzó su nuevo álbum de Jazz de Le Rendez-vous. 
Nicoletta conserva el cariño del público, incluso a través de su potente voz de blues, bastante singular en el paisaje musical francés como Ray Charles, incluso dijo que era "el único de color blanco con un negro de voz". 
Charles Aznavour le escribió este hermoso poema: "Ella tiene la voz de las palabras y el corazón, cuerpo ansiedad. La voz de la vehemencia de la felicidad parecía perdida y encontrada algunas veces. La voz que aboga por el amor, el amor a la acción. Es el realismo de su generación. "

## Discografía
- 1967: Il est mort le soleil
- 1969: Olympia
- 1970: Ma vie c'est un manège
- 1971: Visage
- 1973: Nicoletta 73
- 1973: Viens te balader au creux de mes chansons
- 1975: Sur les bords de la tendresse
- 1976: L'amour violet
- 1978: Palace
- 1980: Naturel... ma belle!
- 1982: Qu'est-ce qui m'arrive?
- 1987: Vivre aujourd'hui
- 1995: J'attends, j'apprends
- 1996: The Gospel Voices
- 1998: Connivences
- 2006: Le rendez-vous